# Kós Hubert
Kós Hubert (Telki, 2003. március 28. –) olimpiai, kétszeres világ- és Európa-bajnok magyar úszó.

## Pályafutása
A 2018-as junior Eb-n 50 m pillangón és a két vegyes számban nem jutott a döntőbe. A 2019. évi nyári európai ifjúsági olimpiai fesztiválon 100 m pillangón, 100 m háton valamint 200 és 400 m vegyesen második lett. A 2019-es junior úszó-világbajnokságon a 4 × 100 méteres vegyesváltban (Jászó Ádám, Bőhm Sebestyén, Zombori Gábor) negyedik helyen végzett. 200 m háton 20. volt. 2020 decemberében olimpiai A szintet úszott 200 m vegyesen. A 2021-es magyar úszóbajnokságon 200 m vegyesen az előfutamban 1:57,58 perccel junior Európa-csúcsot teljesített. Két nappal később 100 m pillangón is A szintet úszott. 2021-ben az Európa-bajnokságon a 200 m vegyes elődöntőjében junior világcsúccsal csapott a célba. A döntőben ötödik helyen végzett. 100 m pillangón 12. lett a selejtezőben, de harmadik magyarként nem jutott tovább. A 4 × 100 m vegyesváltóval (Kovács Benedek, Takács Tamás, Németh Nándor) a 10. helyen végzett. A tokiói olimpián 200 méteres vegyesúszásban a 20. helyen végzett. Rajthoz állt a 4 × 100 méteres vegyesváltó tagjaként is (Takács Tamás, Bohus Richárd, Holoda Péter), de a döntőbe jutás nem sikerült, a négyes összesítésben a 13. helyen végzett. A 2021-es rövid pályás úszó-Európa-bajnokságon 200 méteres vegyesúszásban új junior Európa-csúcsot elérve a 4. helyen végzett, 400 méteres vegyesúszásban pedig bronzérmes lett.
A 2022-es Európa-bajnokságon 400 m vegyesen negyedik lett, 200 méteres vegyes úszásban pedig Európa-bajnoki címet szerzett. A 2023-as fukuokai világbajnokságon 200 méteres hátúszásban aranyérmes lett, 1:54,14-es időeredményével pedig új országos csúcsot állított fel.
A 2024-es párizsi olimpián a gyorsváltó (Németh Nándor, Jászó Ádám, Szabó Szebasztián) tagjaként 4x100 méteren a 8. helyet szerezte meg. 100 méteres hátúszásban nem jutott döntőbe, összesítésben a 10. helyen zárt. 200 méteres hátúszásban 1:54,26-os időeredménnyel olimpiai bajnoki címet nyert. 100 méteres pillangóúszásban nem jutott döntőbe, összesítésben a 16. helyen végzett.
A hazai rendezésű 2024-es rövid pályás úszó-világbajnokságon 100 méteres hátúszásban ezüstérmet szerzett, míg 200 méteres hátúszásban viláégbajnoki címet szerzett, csupán két századdal elmaradva a világcsúcstól.

## Magyar bajnokság
|                      | 2018 | 2019 | 2020 | 2021 | 2022 | 2025 |
| -------------------- | ---- | ---- | ---- | ---- | ---- | ---- |
| 50 m hát             |      |      |      |      |      | 1.   |
| 100 m hát            |      |      |      |      |      | 1.   |
| 200 m hát            |      | 5.   |      |      | 1.   |      |
| 50 m pillangó        |      |      |      |      |      | 3.   |
| 100 m pillangó       |      |      | 3.   | 2.   | 2.   | 1.   |
| 200 m vegyes         |      |      | 1.   |      | 1.   | 1.   |
| 400 m vegyes         | 8.   | 6.   | 4.   | 5.   | 2.   |      |
| 4 × 100 m gyors      |      |      |      |      |      | 1.   |
| 4 × 200 m gyors      |      |      |      |      | 3.   | 1.   |
| 4 × 100 m vegyes     |      |      |      |      |      | 1.   |
| 4 × 100 m mix gyors  |      |      |      |      | 3.   | 1.   |
| 4 × 100 m mix vegyes |      |      |      |      | 1.   | 1.   |

## Rekordjai
50 m hát
- 24,63 (2025. április 9., Kaposvár) országos csúcs[26]
- 24,62 (2025. április 9., Kaposvár) országos csúcs[27]
- 24,50 (2025. augusztus 2., Szingapúr) országos csúcs[28]

100 m hát
- 53,12 (2023. július 24., Fukuoka) országos csúcs[29]
- 53,11 (2023. július 25., Fukuoka) országos csúcs[30]
- 53,08 (2024. április 13., San Antonio) országos csúcs[31]
- 52,78 (2024. július 28., Párizs) országos csúcs[32]
- 52,24 (2025. április 10., Kaposvár) országos csúcs[33]
- 52,21 (2025. július 28., Szingapúr) országos csúcs[34]
- 52,20 (2025. július 29., Szingapúr) országos csúcs[35]

200 m hát
- 1:54,14 (2023. július 28., Fukuoka) országos csúcs[36]
- 1:53,19 (2025. augusztus 1, Szingapúr) Európa-csúcs[37]

200 m vegyes
- 1:57,58 (2021. március 24., Budapest) junior Európa-csúcs
- 1:56,99 (2021. május 19., Budapest) junior világcsúcs
- 1:52,87 (2021. november 5.) junior Európa-csúcs

50 m hát, rövid pálya
- 23,05 (2024. december 12., Budapest) országos csúcs[38]
- 22,85 (2024. december 12., Budapest) országos csúcs[39]
- 22,64 (2024. december 13., Budapest) országos csúcs[40]

100 m hát, rövid pálya
- 49,12 (2024. december 10., Budapest) országos csúcs[41]
- 49,03 (2024. december 10., Budapest) országos csúcs[42]
- 48,79 (2024. december 11., Budapest) országos csúcs[43]

200 m hát, rövid pálya
- 1:48,02 (2024. december 15., Budapest) országos csúcs[44]
- 1:45,65 (2024. december 15., Budapest) Európa-csúcs[45]

100 m vegyes, rövid pálya
- 52,82 (2022. november 17., Kaposvár) országos csúcs[46]

## Díjai, elismerései
- Zugló díszpolgára (2023)[47]
- Az év magyar úszója (2023,[48] 2024[49])
- Budapest II. kerületének díszpolgára (2024)[50]
- A Magyar Érdemrend tisztikeresztje (2024)[51]
- Az év magyar sportolója (2024)[52]